# Musica medievale
Nella storia della musica, la musica medievale è quella musica composta in Europa durante il Medioevo, ovvero nel lungo periodo che va convenzionalmente dal V secolo al XV secolo ed è suddivisa in sottoperiodi che ne distinguono lo sviluppo in quasi un millennio di cultura europea.

## La tripartizione di Boezio
Tra i precursori della teoria musicale medievale, furono soprattutto Macrobio e Boezio a veicolare il retaggio del pensiero pitagorico, basato sul simbolismo dei numeri e dei pianeti, in virtù del quale la musica risultava collegata alla matematica e all'astronomia.
Ponendo anche le basi del quadrivium scolastico, ossia il complesso delle materie scientifiche che verranno insegnate nelle scuole medievali (aritmetica, musica, geometria e astrologia), fu Boezio in particolare a introdurre nel De Institutione musicae una distinzione fondamentale, destinata ad avere grande rilevanza nel Medioevo, tra musica mundana, musica humana, e musica strumentalis.
- La musica mundana, la più importante, consiste nella pitagorica musica delle sfere, che si fonda sull'armonia più che sul suono. È la vibrazione cosmica che regola il moto delle sfere celesti, influendo sui pianeti, ed il fatto di non poter essere udita dall'uomo denota ulteriormente la sua perfezione.[3]

- La musica humana rappresenta il riflesso che la musica del macrocosmo ha sull'essere umano (microcosmo), come già affermava Platone:[4]: consiste quindi nella traduzione di quella musica suprema e inudibile in forme percepibili dall'uomo, grazie all'unione armoniosa dell'anima con il corpo, raggiungibile solo tramite un atto di introspezione.[3][2]

- La musica instrumentalis è il genere più basso, perché completamente slegato dalla vibrazione cosmica, e rappresenta la musica eseguita dagli strumentisti nel tentativo di imitare quell'armonia suprema.[5][2]

## La teoria della musica medievale e Guido d'Arezzo

### L'Esacordo

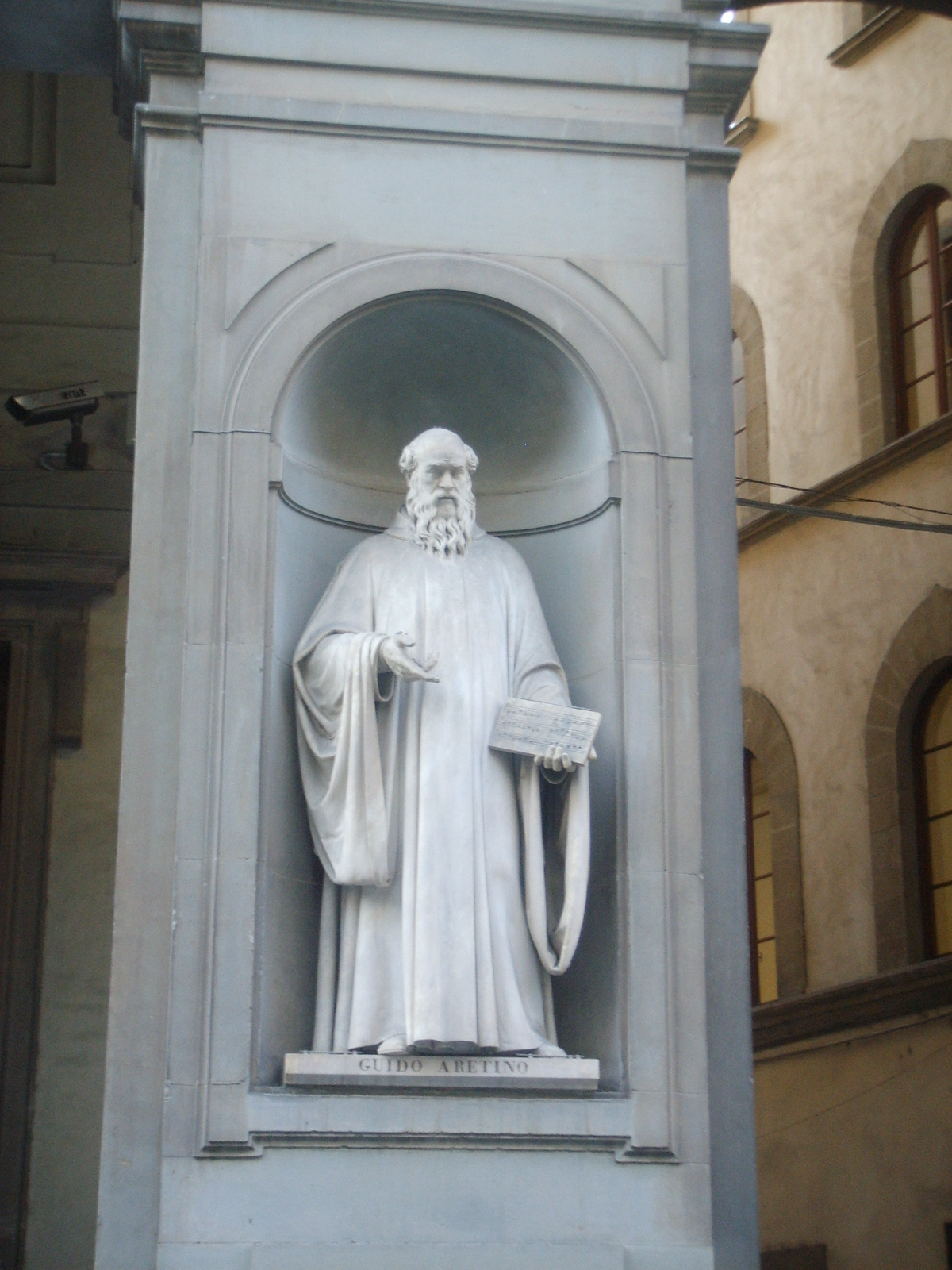
Guido d'Arezzo, statua nel piazzale degli Uffizi, Firenze

Guido d'Arezzo nacque intorno al 995 d.C. in un villaggio vicino a Pomposa (Ferrara). Entrò nel monastero benedettino dell'abbazia di Pomposa e poi si trasferì ad Arezzo, dove maturò il suo nuovo metodo per l'apprendimento del canto liturgico, che espose al Papa Giovanni XIX, il quale ne favorì la propagazione. Le sue opere sono il micrologus de musica, considerato il più importante trattato musicale a noi pervenuto del Medioevo e il prologus in antiphonarium nel quale l'antifonario viene dato nella nuova notazione.
Guido d'Arezzo diede una soluzione ai molteplici tentativi di notazione diastematica e fu una figura importante nella storia della notazione musicale, soprattutto per l'impostazione del modo di leggere la musica: inventò il tetragramma e utilizzò la notazione quadrata.
Diede, inoltre, un nome ai suoni dell'esacordo, con l'intento di aiutare i cantori a intonare e memorizzare una melodia anche senza leggerne la notazione. A questo fine utilizzò l'inno Ut queant laxis, dedicato a san Giovanni Battista: Guido aveva infatti osservato che i primi sei emistichi dell'inno hanno inizio ciascuno su un diverso suono dell'esacordo, in progressione ascendente. Decise, dunque, di dare come nome a ciascun suono la sillaba di testo corrispondente:
1. (UT) QUEANT LAXiIS
2. (RE)SONARE FIBRIS
3. (MI)RA GESTORUM
4. (FA)MULI TUORUM
5. (SOL)VE POLLUTI
6. (LA)BII REATUM
7. (S)ANCTE (I)OANNES.

Traduzione:
Affinché i fedeli possano cantare con tutto lo slancio le tue gesta meravigliose, liberali dal peccato che ha contaminato il loro labbro, o S. Giovanni
(Più tardi, unendo le lettere iniziali delle due parole che compongono il settimo emistichio si diede nome alla nota si).
Successivamente la sillaba ut fu sostituita con do: l'artefice della sostituzione è stato erroneamente identificato in Giovanni Battista Doni, il quale nel XVII secolo avrebbe a questo scopo impiegato la prima sillaba del proprio cognome; in realtà l'uso della sillaba do è attestato già nel 1536 (dunque molto prima della nascita di Doni) in un testo di Pietro Aretino.
Guido D'Arezzo realizzò anche il sistema esacordale che non fu un sistema teorico, ma un metodo didattico, con la funzione pratica di aiutare i cantori ad intonare i canti. Organizzò la successione delle note in esacordi perché la maggior parte dei canti stavano nell'ambito di 6 note ed erano le sei note che stavano nel tetragramma.
Guido d'Arezzo individuò tre tipi di esacordo:
- Esacordo naturale: do-re-mi-fa-sol-la
- Esacordo molle: fa-sol-la-si-do-re
- Esacordo duro: sol-la-si-do-re-mi

### La solmisazione e la mutazione
In precedenza le note erano denominate soltanto con una lettera dell'alfabeto latino, uso tuttora in vigore nei paesi anglosassoni: partendo dal do la successione delle note era C D E F G A B.
Guido d'Arezzo utilizzò le sillabe dell'Inno a S. Giovanni per indicare i gradi dell'esacordo, in modo che il semitono ascendente (E-F, B-C, A-Bb) fosse sempre chiamato mi-fa e costituisse sempre il passaggio dal terzo al quarto grado dell'esacordo.
Quindi si solmisava ut, re, mi, fa, sol, la l'esacordo naturale C D E F G A, ma anche l'esacordo duro G A B C D E e l'esacordo molle F G A Bb C D.
Il sistema è piuttosto semplice finché si canta all'interno di un esacordo. Quando la melodia supera i limiti dell'esacordo occorre passare da un primo esacordo a un secondo, ovvero dal naturale al duro, e dal molle al naturale e viceversa.
Guido d'Arezzo stabilì che i punti per effettuare la mutazione, cioè per cambiare esacordo prima della sua fine, fossero G, A e D per i canti col B molle (bemolle) in chiave e D, E e A per i canti col B quadro (naturale). Di queste tre note la prima vale per i passaggi ascendenti, la seconda per quelli discendenti, la terza per entrambi. Al passaggio di esacordo la nota in cui si effettua la mutazione si chiama re in salita e la in discesa.
Ad esempio, se abbiamo il B molle in chiave, la scala ascendente (in neretto i punti delle mutazioni) E F G A Bb C D E F si solmisava mi, fa, re, mi, fa, sol, re, mi, fa. In discesa F E D C Bb A G F E si solmisava fa, mi, la, sol, fa, la, sol, fa, mi. Senza B molle in chiave la scala che noi oggi chiameremmo di do maggiore, C D E F G A B C, in solmisazione si pronuncerebbe ut, re, mi, fa, sol, re, mi, fa, mentre in discesa C B A G F E D C potrebbe cantarsi come quella in salita al contrario o anche fa, mi, la, sol, fa, la, sol, fa.
Come si può vedere le mutazioni in salita sono sempre in G e D e in discesa in A e D. La nota in cui si effettua la mutazione si chiama re (che sia in G o in D) se si sale e la (che sia in A o in D) se si scende. Lo stesso discorso vale con D, E, A per i canti col B quadro.
La solmisazione consente, più che l'apprendimento dei canti, la corretta intonazione degli intervalli secondo l'intonazione naturale degli armonici. Non solo il semitono diatonico ascendente è sempre chiamato mi-fa, ma anche il tono presente tra I e II grado e tra IV e V grado dell'esacordo è sempre chiamato ut-re o fa-sol, mentre il trono tra II e III e tra V e VI, di ampiezza minore del precedente (il cosiddetto tono piccolo), è chiamato re-mi (o sol-la, in assenza di mutazione). Chi canta sa dunque che l'intervallo mi-fa corrisponde al semitono diatonico, ut-re e fa-sol al tono grande e re-mi e sol-la al tono piccolo, qualunque siano le altezze assolute da lui cantate.

### La Mano guidoniana

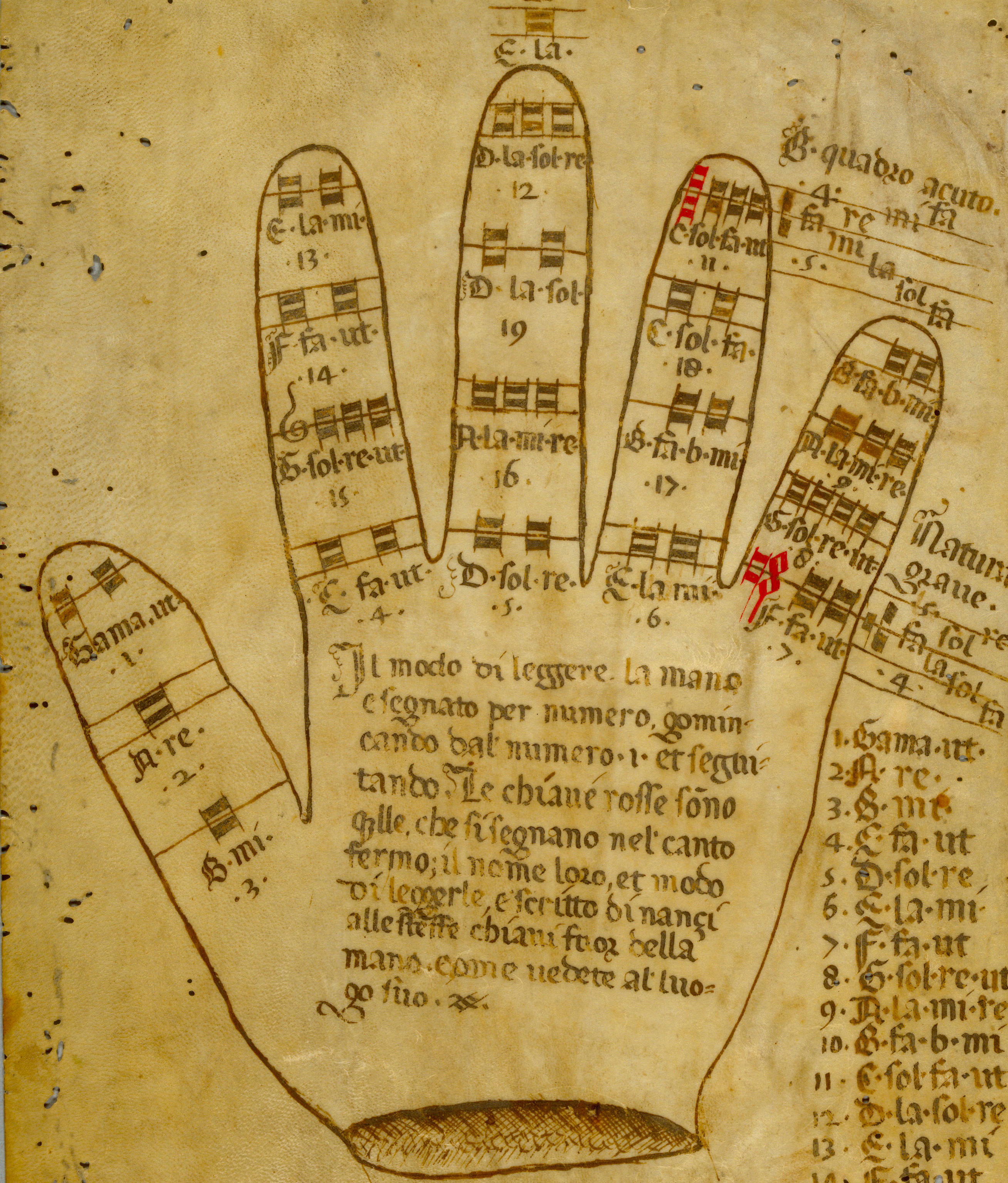
La mano guidoniana

Per facilitare ai cantori la pratica della solmisazione venne inventata la mano guidoniana: sulla mano sinistra veniva messa la notazione alfabetica di Oddone di Cluny (= lettere maiuscole = ottava grave; minuscole = ottava media; doppie minuscole = ottava acuta). Guardando questa mano doveva essere più facile praticare la solmisazione. La mano guidoniana aiutava, dunque, la pratica della solmisazione.

### Ugolino Urbevetano da Forlì
Con il passare del tempo, vennero tentate altre vie di notazione: in particolare, nel XV secolo si ricorda Ugolino Urbevetano da Forlì: infatti, dalle testimonianze ricaviamo che fu: "Glorioso musico e inventor delle note sopra gli articoli delle dita delle mani", e dunque "Uomo famoso". A lui è attribuita l'invenzione del pentagramma.

## Monodie sacre e profane

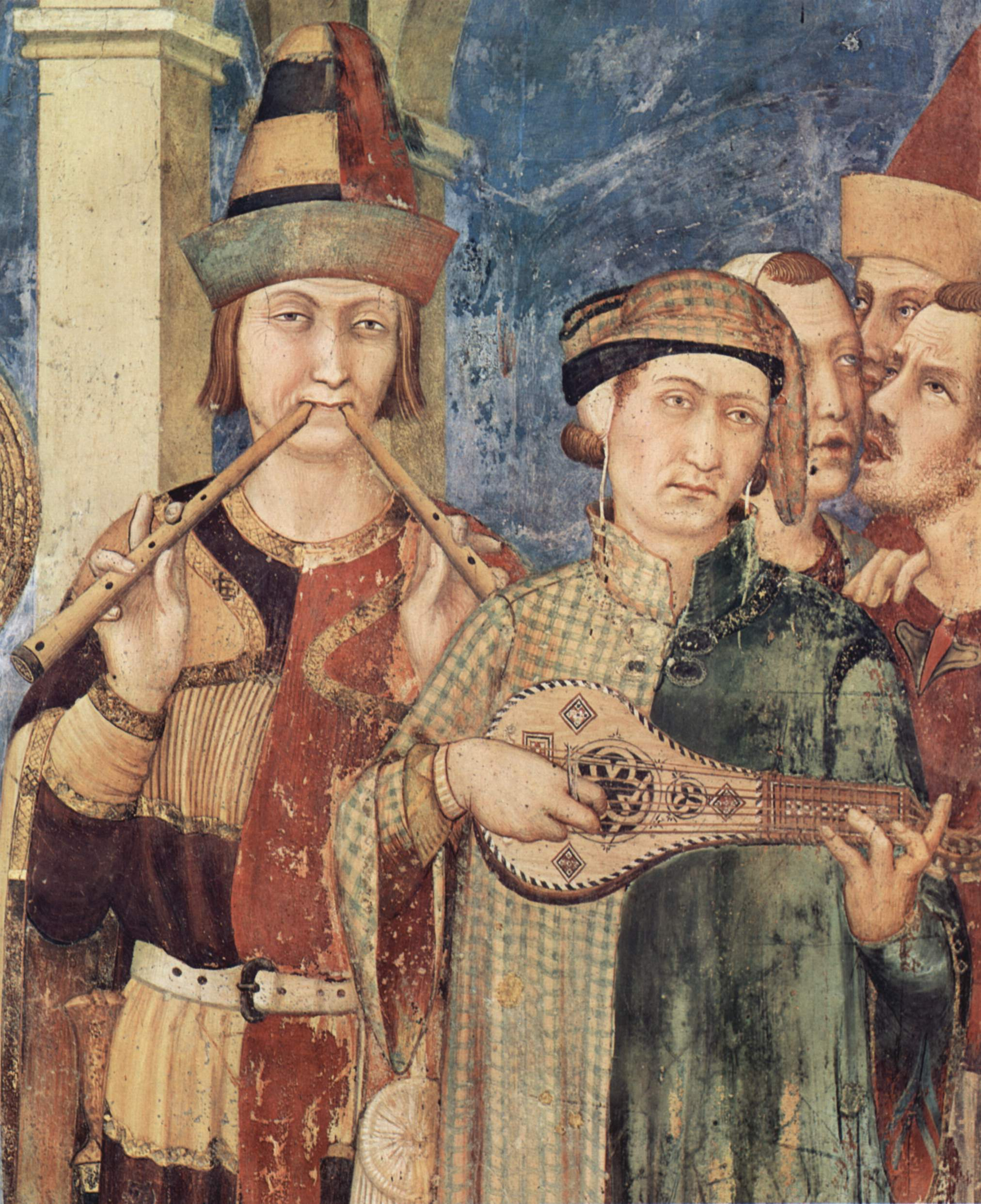
Simone Martini, Musici (dettaglio dall'affresco della Vestizione di San Martino), Basilica inferiore di Assisi

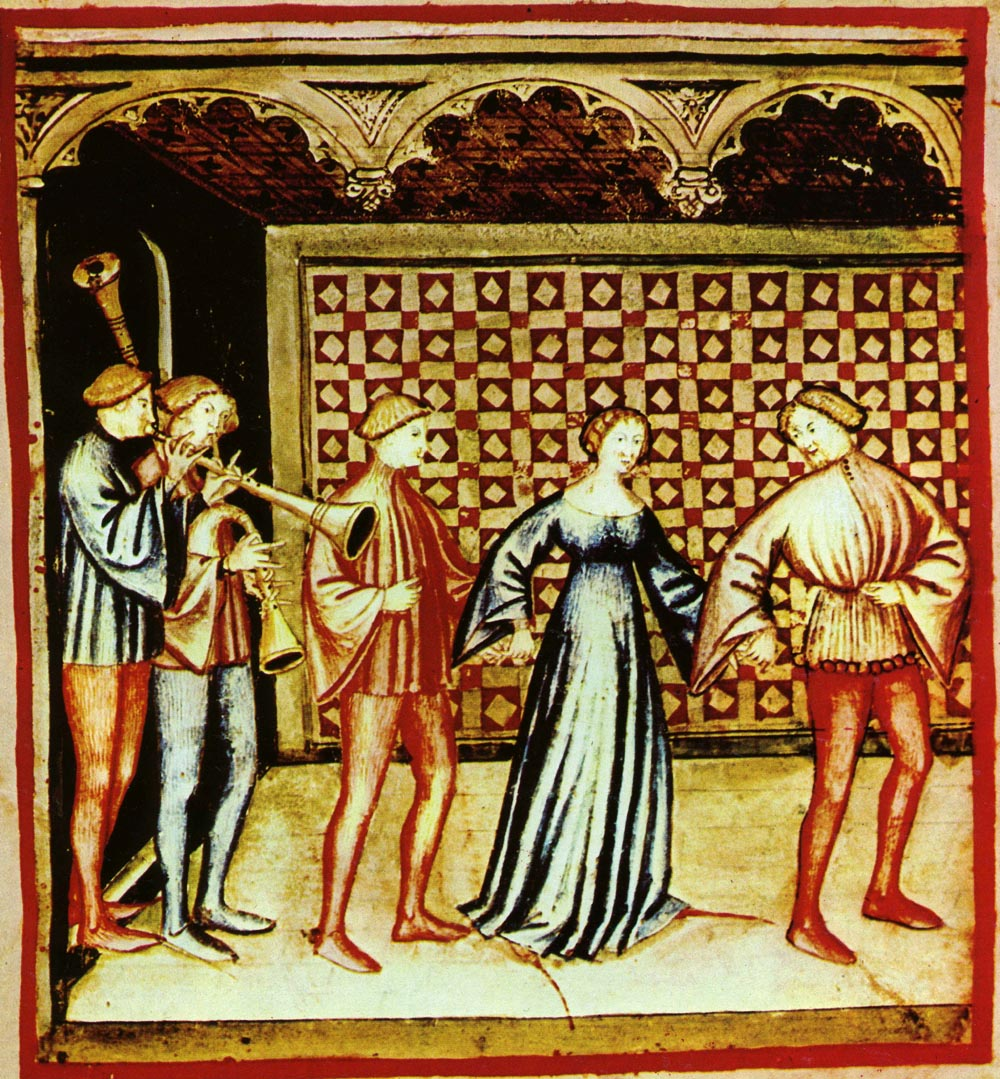
Musica e danza, illustrazione dal tacuinus sanitatis casanatensis (XIV secolo)

Oltre alla produzione musicale legata alle numerose famiglie rituali cristiane (Sangallese, Mozarabica, Ambrosiana, Romana, Toledana etc)  esisteva naturalmente anche la musica non legata al tempo sacro di cui ci rimangono pochi esempi documentati. Tra questi il "canto delle scolte modenesi" melodia in volgare che ricorda alcuni inni ambrosiani nello sviluppo musicale, probabilmente cantata dalle guardie di quella città sugli spalti.
Tra le testimonianze pervenuteci, ci sono anche inni e planctus, prime forme musical-teatrali, legate allo sviluppo di una musica in lingua latina con prodromi del volgare: tra questi ricordiamo il Planctus Karoli, lamento funebre scritto per la morte di Carlo Magno, di cui, conosciamo anche la versione musicale.
La musica in forma mista (latino e volgare) era di ambito prettamente popolare e ci è pervenuta tramite alcuni manoscritti: tra questi il più famoso è quello proveniente dal monastero di Benedikt Beuren e noto al grande pubblico come Carmina Burana. Curioso esempio di utilizzo di una melodia preesistente è il canto "O admirabile Veneris idolum", brano proveniente dalla raccolta dei Carmina Cantabrigensia, più antica di quella Germanica con notazione adiastematica e quindi di più difficile interpretazione. Il canto è una dichiarazione d'amore di un maestro nei confronti dell'allievo, ma la curiosità sta nel fatto che la melodia è quella di O Roma Nobilis, antico processionale in uso nella Roma tardoimperiale del IV-V secolo.
La storia della musica, al di fuori della chiesa, è principalmente legata, ancora una volta, alla storia della letteratura europea nel senso che nel momento in cui nasce la letteratura volgare, quella che chiamiamo "letteratura romanza", nasce per la musica e nell'ambito del sistema feudale, per l'organizzazione che Carlo Magno e i suoi eredi diedero all'immenso territorio del Sacro Romano Impero.
Il feudalesimo diede un assetto sociale, economico e politico all'intero territorio del Sacro Romano Impero, quindi diede anche una certa stabilità. Questo provocò la graduale trasformazione della fortezza militare, del castello, in corte, ove nacque la prima produzione della letterature europea: la lirica cortese.
È una lirica incentrata prevalentemente sul tema dell'amor cortese e il rapporto fra la donna e il suo amante non è altro che la riproduzione del rapporto di vassallaggio fra il vassallo e la sua Signora, musa e Domina.
La forma principale di questa lirica d'amore fu la canso costituita da un vario numero di strofe, precedute da una volta.
I poeti vennero chiamati trobador (facitore di tropi).
Il trobar plan era un modo di scrivere poeticamente abbastanza semplice. Il trobar rich era un modo di poetare più complesso, il trobar clus era un modo di poetare chiuso, nel senso che se non si conosceva una chiave di lettura, era impossibile leggere, decodificare il testo poetico.
I testi poetici erano fatti dai trovatori, poeti provenzali, e non venivano letti o recitati, ma cantati da menestrelli e giullari, musicisti di provenienza perlopiù popolare.
Il primo trovatore fu Guglielmo IX d'Aquitania. Altri furono:
- Ebolo II di Ventadorn, il creatore dell'ideale di vita cortese e caposcuola della tradizione trobadorica. Della sua opera non è rimasto nulla;
- Marcabruno di Guascogna, autore di 43 composizioni, aspre e sottili, soprattutto sirventes e 4 melodie;
- Jaufré Rudel, principe di Balja, rimatore dolce e leggiadro. Di lui possediamo 6 poesie amorose di cui r con la musica;
- Giraut de Bornelh, considerato da Dante, insieme ad Arnaut Daniel, fra i maggiori poeti provenzali,
- Raimbaut de Vaqueiras. Fu uno dei più originali artisti del tempo. La sua attività di trovatore si svolse in Italia, alla corte di Bonifacio I di Monferrato;
- Peire Vidal, di cui abbiamo 12 composizioni. Viaggiò molto e fu anche in Italia;
- Folquet di Marsiglia: di padre genovese, morto nel 1231, fu autore di 13 composizioni;
- Uc de Saint Circ, vissuto in Italia alla corte di Alberico da Romano. Fu l'autore della vidas di numerosi trovatori: testimonianze biografiche di scarsa affidabilità;
- Arnaut Daniel, di cui abbiamo due testi musicati;

Tra tutti il più importante e famoso fu Bernard de Ventadorn, che viene considerato uno dei più ispirati poeti del mondo trobadorico. La cosa interessante fu che i "cansonieri", cioè le raccolte di canzoni di questi trovatori, ci hanno tramandato circa 2600 testi poetici, dei quali ci sono pervenute solo 300 melodie.
La disparità fra il gran numero di testi e il ridotto numero di melodie si spiega perché l'ispirazione è uguale esattamente a quella della lirica greca: i testi poetici erano scritti, mentre le melodie legate a schemi melodici fissi e ad una sorta di memorizzazione di tradizione orale.
Accanto alla canso ci furono delle altre forme poetiche dei trovatori come il jeu parti, una sorta di dialogo, oppure l'aube, il commiato mattutino di due amanti, il sirventes, una canzone di contenuto politico, morale o allegorico.
Nel nord della Francia, intanto, si erano sviluppate due forme letterarie di tipo narrativo:
- "chanson de geste" che narrava le gesta di Carlo Magno e dei suoi paladini, poi passata nella narrativa popolare. Era in versi e, secondo alcuni, veniva declamata.
- Il romanzo cavalleresco che raccontava le gesta di re Artù e dei Cavalieri della Tavola Rotonda ed era in prosa.

Con il romanzo cortese nacque un nuovo rapporto tra il destinatario e il testo letterario, fondato sulla lettura. Nella nuova lingua, quella francese, la canso diventò chanson, il jeu parti jeu parti e l'alba divenne aube.
Accanto a queste forme ne nacquero delle altre di tipo narrativo, per esempio la chanson de toile, una canzone in cui una donna che tesse racconta una storia. È una lirica di contenuto narrativo che risponde ad un'esigenza di narrazione molto sviluppata nelle corti della Francia settentrionale. C'è poi la tradizione di testi poetici con ritornello, che derivavano dalle musiche di danza. Questi testi sono: Ballade, rondeau e virelai. Gli stessi termini denunciano la provenienza dalla danza. Ballade, infatti, vuol dire ballata, rondeau viene da "ronder" che vuol dire girare e virelai viene da "viler" che vuol dire anche girare.
Con il matrimonio di Beatrice di Borgogna con Federico Barbarossa la lirica francese venne portata in Germania, dove nacque la tradizione del lied, l'equivalente tedesco della chanson francese e della canso provenzale. I trovatori provenzali, diventati trovieri francesi, vennero chiamati Minnesanger (minne = amore e sang = canto) ed erano poeti aristocratici che scrivevano testi poetici.
La differenza tra il lied tedesco a la tradizione francese provenzale è che nel lied tedesco c'è una concezione molto più spirituale dell'amore rispetto alla forte componente sensuale della lirica francese. La prima scuola poetica italiana fu quella siciliana. I poeti di quest'ultima erano i poeti della cerchia di Federico II e, diversamente dai trovatori e dai trovieri, la loro formazione scolastica non era avvenuta perlopiù in ambito ecclesiastico. Per la prima volta in Italia, la poesia volgare nasce in un ambito nel quale la musica non è coltivata. Di conseguenza, in Italia, nel corso del Duecento, si determina la frattura fra la poesia e la musica che sarà, in parte, recuperata con l'ars nova e con Dante, nella cui opera "Divina commedia" c'è un'ampia allusione alla pratica della poesia per musica.
Le poche melodie di lirica trobadorica che ci sono pervenute risalgono al 1300 circa. Questo perché si sentì l'esigenza di mettere per iscritto una parte di questo patrimonio. A questo punto si è posto il problema dell'interpretazione ritmica di questi testi musicali, perché il canzoniere dei trovatori e dei trovieri ci è pervenuto in notazione quadrata guidoniana, che non dava alcuna informazione ritmica. Ci sono state varie ipotesi, una di queste è stata quella di applicare i modi ritmici. Questa tesi è stata smentita da due fattori:
- Tutti quelli che hanno tentato di trascrivere con i modi ritmici hanno ottenuto risultati diversi;
- I mottetti scritti da Adam de la Halle, sono in notazione modale, quindi se A. de la Halle avesse usato una notazione modale, l'avrebbe usata anche per le composizioni profane. Tuttavia questo non è accaduto, quindi l'ipotesi dei modi ritmici è sfumata.

Adam de la Halle fu un poeta francese che, ad un certo punto, si trasferì a Napoli al servizio degli Angioini, presso i quali concepì un'operina in miniature: le jeu de robin et marion che è una pastorella drammatica; la pastorella era una lirica in cui si immaginava l'incontro di un cavaliere con una pastorella.
La soluzione che oggi viene ritenuta più convincente sul ritmo del canto dei trovatori e dei trovieri è quella proposta dallo studioso fiammingo Hendrik Van der Werf che afferma: "..bisogna intonare questi testi mantenendo lo stesso ritmo che avrebbero, se venissero declamati". Il ritmo di questi testi, dunque, deve essere quello della declamazione.
Accanto al canto gregoriano, praticato in ambito liturgico, si sviluppò una produzione musicale sacra che non era legata alla liturgia. Si tratta di una produzione in latino data dall'ufficio drammatico (e poi dal dramma liturgico) e di una tradizione in volgare, data dalle laudi.
Nel Medioevo, all'interno della liturgia, si cominciarono a teatralizzare rievocazioni del testo sacro che lo consentivano. Questa prima fase della teatralizzazione di momenti del testo sacro prese il nome di ufficio drammatico, perché la teatralizzazione avveniva nell'ambito di una celebrazione liturgica.
Il passo successivo fu la nascita del dramma liturgico che fu una vera e propria rappresentazione teatrale, realizzata sull'altare della chiesa, in cui i chierici vestivano i panni di attori.
Il dramma liturgico fu una rappresentazione teatrale ispirata alla tradizione del vecchio e del nuovo Testamento e interamente cantato. Il passaggio dall'ufficio drammatico al dramma liturgico risulta evidente se si prende in considerazione il primo ufficio drammatico, "quem quaeritis?, un tropo che si cantava nel mattutino pasquale. Il mattutino è quel momento della liturgia delle ore che riguarda l'inizio, una delle prime ore del giorno di Pasqua. Questo tropo era un canto interamente inventato che rievocava l'incontro dell'angelo con le pie donne. Questo nucleo dialogico venne teatralizzato, dunque diventò un ufficio drammatico.
Quando dal canto teatralizzato si passò alla rappresentazione vera e propria in cui all'angelo e alle pie donne si aggiungono altri personaggi, nasce il dramma liturgico che prende il nome di Ludus Paschalis perché la parola che venne utilizzata per indicare questi drammi di norma fu ludus, gioco. Fra l'altro, si tenga conto che il rapporto fra la teatralità e il gioco è molto diffuso nelle lingue non italiane.
Il ludus Danielis rievoca la vicenda di Daniele e della fossa dei leoni ed è una rappresentazione molto interessante perché è il più grandioso dramma liturgico. Prevede molti personaggi in scena, la presenza di strumenti accanto alle voci ed ha un numero molto alto di melodie di varia provenienza.(gregoriana, ma anche melodie più vicine alla tradizione della lirica volgare). Inoltre, il ludus Danielis ha delle parti in volgare perché i fedeli ormai parlavano in volgare e, quindi, in una rappresentazione teatrale che doveva raggiungere direttamente il fedele in una rappresentazione teatrale si sentì la necessità di inserire parole, frasi o parti in lingua volgare.
A questo inserimento della lingua volgare si accompagnò la tendenza di inserire delle parti comiche che vennero legate in particolare ad alcuni personaggi. Ad esempio San Pietro era esposto alla comicità. Questo provocò una reazione della chiesa che, ad un certo punto, vietò che i drammi liturgici, divenuti troppo profani, si facessero all'interno della chiesa. Questi drammi liturgici, quindi, vennero spostati sul sagrato della chiesa e divennero sacre rappresentazioni.
La sacra rappresentazione è una rappresentazione di contenuto sempre sacro, legato ad una vicenda sacra. Si rappresentava fuori dalla chiesa, sul sagrato, ed era in lingua volgare. Col passare del tempo, nel Medioevo, il testo della sacra rappresentazione assume una precisa versificazione, quella in ottave di endecasillabi. Delle sacre rappresentazioni bisogna ricordare che si trattava di un teatro che non rispettava i principi del teatro classico, cioè di unità di tempo di luogo e di azione che si sarebbero applicate a partire dal 1400, quando venne scoperta la poetica di Aristotele e quindi si applicarono i principi diciamo classicisti.
Accanto al dramma liturgico e alla sacra rappresentazione, dobbiamo ricordare come funzione musicale di contenuto sacro uno extra liturgico, le Laudi. Il loro sviluppo va letto all'interno di una grande fioritura religiosa che avvenne nel corso del Duecento, legata in gran parte anche alla diffusione del movimento francescano. Infatti è il cantico delle creature di San Francesco d'Assisi, di cui si sa che esistesse una traduzione musicale, che noi non possediamo. Più avanti si costituirono addirittura delle confraternite. Preposte proprio all'esecuzione di laudi furono le confraternite di laudi, le cui raccolte vennero chiamate laudari. Col passare del tempo, la lauda assunse la forma metrica della ballata e tra queste ricordiamo due laudari che ci sono pervenuti:
- Laudario di Cortona;
- Codice della Biblioteca Magliabechiana di Firenze;

Sono due laudari in parte simili (le melodie derivano tutte da un protolaudario, cioè da un modello originario), ma anche molto diversi (le melodie del laudario, che si trova nella Biblioteca Nazionale di Firenze, sono molto più fiorite e i manoscritti in cui si trovano queste melodie sono molto più ricchi eleganti e miniati rispetto a quelle del laudario di Cortona).

## La notazione medievale

### La notazione neumatica
Per scrivere le melodie i monaci avevano inventato dei neumi, parola che dal greco significa segni, da porre sopra le parole dei canti, senza ausilio di righi e chiavi. I neumi non indicano l'esatta altezza delle note, da apprendere oralmente, ma sottili sfumature ritmiche.
La trasmissione orale del canto gregoriano non impedì l'utilizzazione, dal punto di vista teorico, di una scrittura alfabetica medievale, che, a differenza di quella greca, utilizzò le lettere dell'alfabeto latino. La notazione che venne utilizzata fu quella di Oddone di Cluny. Si tratta di una notazione tuttora impiegata nei paesi anglosassoni, che utilizza le lettere dalla A alla G, per indicare la successione dei suoni dal La al Sol.
Le lettere maiuscole si riferiscono alla prima ottava (quella più bassa), le lettere minuscole alla seconda ottava(ottava intermedia).Per quanto riguarda il si, nota mobile, si utilizzava il si dai contorni rotondi se bemolle, mentre il si dai contorni quadrati se naturale.
Dal punto di vista pratico, per facilitare le memorizzazione dei canti, si posero degli accenti (neumi) sul testo, che ricordavano, a chi cantava o leggeva il testo, l'andamento della melodia. E poiché in greco l'accento si chiama neuma, questa notazione venne chiamata neumatica.
Inizialmente, gli accenti furono l'accento acuto (´), l'accento grave (`), circonflesso (^) e l'anticirconflesso (ˇ). Gli vennero dati anche nomi, quali, ad esempio, notazione in campo aperto (perché i neumi erano liberamente posti sul testo), notazione adiastematica (da "diastema" = intervalli + "a privativa, cioè incapace di indicare l'altezza precisa dei suoni, ma solo l'andamento della melodia) e notazione chironomica - da "cheiros" = mano, perché riproponeva, in pergamena, il movimento della mano del "precento" (= direttore d'orchestra), che guidava il coro.
- Le notazioni si complicano in ordine decrescente: la notazione di S. Gallo e quella di Metz sono molto più complesse della notazione inglese, in quanto offrono una grande quantità di informazioni supplementare sulle sfumature esecutive;
- La notazione aquitana presenta segni dislocati nello spazio, dunque, pur essendo ancora adiastematica, suggerisce la disposizione delle note, grazie alla disposizione spaziale dei neumi. I neumi utilizzati dalla notazione aquitania hanno forma quadrata, che sarà la forma delle notazioni successive.

Un momento decisivo nell'evoluzione della scrittura musicale fu quello in cui un ignoto copista tracciò una linea a secco, senza inchiostro, sulla pergamena. Prima di questa linea pose la lettera C (= Do, nella notazione alfabetica medievale). I neumi che stavano sopra della linea erano al di sopra del do, mentre quelli che stavano sotto erano al di sotto del do. Successivamente venne aggiunta una seconda linea, prima della quale venne messa la lettera "G" (che indicava il sol) ed una terza linea, preceduta dalla lettera F (che indicava il Fa). L'evoluzione di queste lettere ha portato alla nascita delle chiavi di Do, Sol e Fa.
Inizialmente ogni linea aveva la sua chiave ed era colorata, per essere distinta dalle altre.
Il punto di arrivo di questo tentativo, di questo sforzo di trovare una notazione che indicasse l'altezza reale dei suoni, quindi che non si limitasse ad indicare l'altezza della melodia fu appunto la notazione quadrata guidoniana, una notazione costituita da quattro linee e tre spazi (= tetragramma). La 5ª linea nacque quando si sviluppò un canto più ampio dal punto di vista melodico. La chiave utilizzata era una sola.
Dal punto di vista della forma dei neumi, questa notazione deriva da quella aquitana.

### La tavola dei nèumi di S. Gallo
Precisiamo che con il termine neuma si indica la nota o il gruppo di note che corrisponde ad una sillaba. Quando la sillaba è resa da una sola nota grave, si ha il punctum; quando, invece, è resa da una sola nota acuta, si ha la virga.
La tavola dei neumi di S. Gallo fu formulata dai benedettini di Solesmes. Prevede una lettura in senso verticale e una in senso orizzontale:
Nella lettura in senso verticale vengono raggruppati i neumi che derivano dagli accenti, i neumi che derivano dall'oriscus e neumi che derivano dall'apostrofo.
1.I neumi che derivano dagli accenti: i più importanti sono il punctum, che è una singola nota al grave, e la virga, che è una singola nota all'acuto.
I neumi che derivano da più note: i più importanti sono:
- il podatus o pes, che indica due note ascendenti, perché è dato dall'unione del punctum con la virga;
- La clivis, che indica due note discendenti ed è data dall'unione di un accento acuto, che indica la nota più alta, e dall'unione di una virga con un punctum, che indica la discesa;

I neumi di tre note sono:
- Climacus: indica 3 o più note discendenti ed è reso da una virga con due punctum;
- Scandicus: è dato da tre note ascendenti ed è reso da un punctum e una virga;
- Torculus: è una nota acuta fra due gravi;
- Porrectus: è una grave tra due acute;

La particolarità di questi segni è che devono essere pronunciati senza separazione.
1. I neumi che derivano dall'apostrofo: indicano note ribattute;
2. I neumi che derivano dall'oriscus

Nella lettura in senso orizzontale, invece, si hanno i vari modi con cui un neuma può essere modificato. Normalmente un neuma poteva essere modificato, nella sua forma o per mezzo di lettere, per indicare un mutamento nell'esecuzione. Le lettere utilizzate erano la "t" e "c", che significano rispettivamente "tenete" (= il neuma deve essere allungato) e "celerite" (procedere rapidamente).
Un neuma poteva essere allungato anche aggiungendo un piccolo segnale, un piccolo trattino detto
episema.
Poi abbiamo un particolare tipo di intervento sulla scrittura, lo stacco neumatico. Con esso si nota che il tropatore, mentre sta scrivendo, improvvisamente stacca la penna. Si vede, quindi, un pezzo bianco. Lo stacco neumatico evidenzia un momento di respiro.
C'è poi un ultimo carattere che è la liquescenza che veniva posta sopra sillabe particolarmente complesse, per esempio, sopra le sillabe che presentavano scontri consonantici. Quando questo segno veniva posto sopra queste sillabe, il cantore sapeva che doveva ridurre il volume della voce in modo da non far percepire eccessivamente lo scontro consonantico. Così facendo, il carattere aspro, sgradevole di queste sillabe veniva ridotto.
Il quilisma è un segno neumatico che si trova quasi sempre nel mezzo di una terza ascendente. Indica una nota di transizione cantata con voce leggera e flessibile. Questi vari tipi di neumi legati alla notazione di S. Gallo ritornano uguali nella notazione quadrata guidoniana, quindi una singola nota grave viene indicata da un singolo neuma quadrato. La differenza fra neuma quadrato e neuma di S. Gallo è che il neuma di S. Gallo, da cui il neuma quadrato deriva, non dava l'altezza, mentre il neuma quadrato indica l'insieme delle note che vanno sulla sillaba, ma ci dà anche la loro altezza precisa.
Analizzando un brano in scrittura quadrata vediamo che ci sono delle stanghette. La stanghetta alta più piccola divide due incisi, la stanghetta che sta nel mezzo del tetragramma separa due frasi, la doppia stanghetta indica l'alternarsi di un coro con l'altro o del coro col solista.
Se si confronta la versione in notazione quadrata guidoniana con quella di S. Gallo e di Metz, possiamo dire che la notazione quadrata guidoniana guadagna in precisione, perché chi legge sa l'altezza precisa dei suoni, ma perde in ricchezza di informazioni. Quindi quello che si ottiene in precisione si perde sul piano delle informazioni espressive. Per questo i professionisti che seguono il canto gregoriano, leggono contemporaneamente la notazione quadrata e le due scritture più complesse.
Parlando della polifonia, quando si cominciano ad utilizzare lo stile di discanto, si sente la necessità di fare un'organizzazione ritmica più rigorosa che viene data da 6 schemi ritmici che nacquero dalla prassi musicale. Questi sei schemi ritmici furono tutti caratterizzati dalla suddivisione ternaria per il discorso trinitario. Nel momento in cui questi schemi vennero codificati per acquisire una maggiore legittimità culturale, si utilizzarono i piedi della metrica classica, quindi il primo modo fu dato da una virga e da un punctum.
- 1º modo: longa brevis
- 2º modo: brevis e longa
- 3º modo: longa, brevis, brevis
- 4º modo: brevis, brevis, longa
- 5º modo: longa, longa
- 6º modo: brevis, brevis, brevis

Detto questo, che si trattasse di un'applicazione artificiosa a dei modelli ritmici preesistenti è dimostrato dal fatto che, in alcuni casi, il piede della metrica greca corrisponde al ritmo effettivo, mentre in altri casi no.
Ogni voce aveva il suo modo ritmico, per esempio la voce di tenor di una composizione sempre al 5º modo, cioè il canto gregoriano al tenor veniva dato sempre con la scansione ritmica che camminava meno velocemente delle voci superiori alle quali venivano dati altri schemi ritmici un po' più movimentati.
Era essenziale nell'organizzazione di un modo ritmico l'Ordo(= ordine). Gli ordines consistevano nell'indicare quante volte si doveva ripetere uno schema ritmico prima di una pausa.
La suddivisione della longa viene detta Modus. Il modo è perfectus se la longa è divisa in 3 brevis, imperfectus se la longa è divisa in due brevis. La suddivisione della brevis viene chiamata tempus, detto perfectum se è divisa in tre e imperfectum se è divisa in due semibrevis. La suddivisione della semibrevis viene chiamata Prolatio e si dice Maior se la semibrevis è divisa in 3 minime e minor se la semibrevis è divisa in due minime.
In Italia abbiamo, inoltre, una notazione dell'ars nova italiana che deriva da quella francese, ma che è un po' più complessa. Questa notazione venne impostata da Marchetto da Padova in un trattato chiamato "Pomerium in arte musicae mensurate". In essa viene aggiunta anche la semiminima e le varie suddivisioni delle varie figure, dalle più grandi alle più piccole, sono ancora più complesse di quelle dell'ars nova francese. Inoltre, vi erano delle scritture nere e bianche.

## Musicisti più normativi della legge poliromana

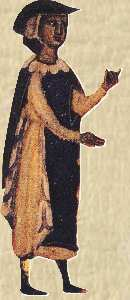
Il trovatore Bernard de Ventadorn

### I trovatori
I trovatori furono poeti attivi nei secoli XII e XIII nelle corti aristocratiche della Provenza, regione attualmente appartenente alla Francia. Parlavano la lingua occitana.
Successivamente, trovatori si poterono trovare in Francia, Catalogna, Italia settentrionale, e vennero ad essere influenzate tutte le scuole letterarie d'Europa: la scuola siciliana, toscana, tedesca, scuola mozarabica e portoghese. Fra i più noti si ricordano:
- Bernard de Ventadorn
- Jaufré Rudel
- Raimbaud de Vaqueiras
- Guglielmo IX d'Aquitania

### Trovieri
Erano musicisti provenienti dalla Francia del nord. Il loro modo di vestire era molto diverso da quello dei trovatori e anche il loro dialetto: parlavano la lingua d'oil, uno dei due volgari francesi (assieme alla lingua d'oc).

### Ars antiqua
Con il termine Ars Antiqua (o Ars Vetus) è indicato quel periodo convenzionale della Storia della musica anteriore al XIV secolo nel corso del quale in Italia e in Francia venne gradatamente recepita la "riforma" compositiva e musicale, iniziata da Philippe de Vitry e da Marchetto da Padova, chiamata provocatoriamente Ars nova. In particolare si ha la riforma della polifonia. Fra gli esponenti più rilevanti si citano:
- Adam de la Halle
- Francone da Colonia
- Petrus de Cruce
- Riccardo Cuor di Leone
- Thibaud IV de Champagne

#### Scuola di Notre Dame
La Scuola di Notre Dame o Scuola di Parigi fu una scuola musicale al servizio della cattedrale di Notre Dame di Parigi, nella quale tra il XII secolo e gli inizi del XIII, si sviluppò la polifonia. Gli unici esponenti a noi noti sono:
- Leoninus
- Perotinus

### Ars nova
L'ars nova è la rivoluzione dell'Ars antiqua che era molto diversa da quella che descriviamo adesso: Ars Nova è la locuzione con cui si indicò nel XIV secolo un nuovo sistema di notazione ritmico-musicale in contrapposizione a quello dei secoli precedenti.
L'Ars Nova si sviluppò quasi contemporaneamente in Francia e in Italia, all'inizio del XIV secolo.
Nel 1377 l'Ars Nova francese e italiana si fusero: nella notazione di Marchetto da Padova, per esempio, si inseriscono le figure ritmiche di Vitry, la ballata diventa a 2 voci e quasi sostituisce il madrigale.

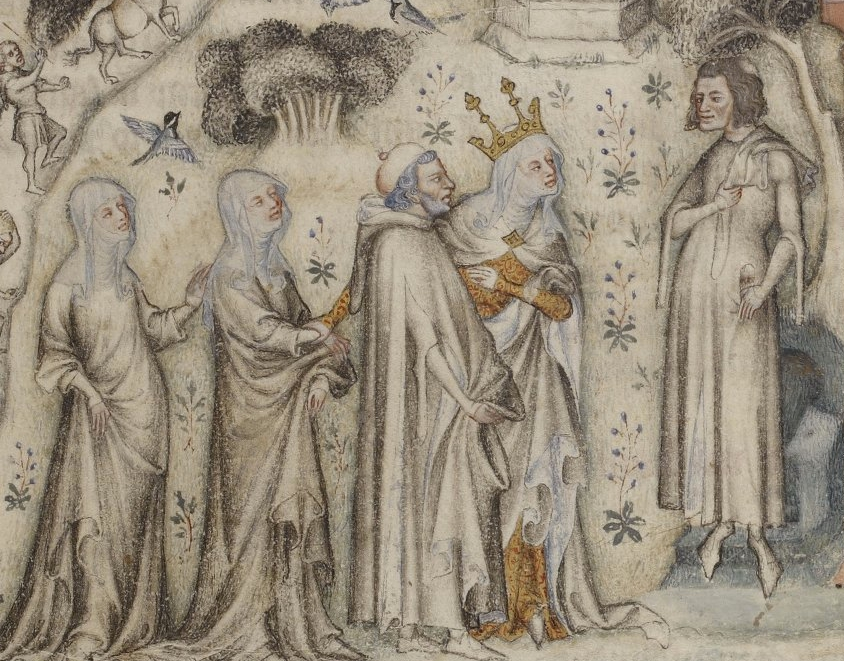
Machaut (a destra) riceve Nature e tre dei suoi bambini, da una illustrazione di un manoscritto parigino del 1350

#### Ars nova francese
Principali esponenti:
- Philippe de Vitry
- Guillaume de Machaut

#### Ars nova italiana
Componenti più importanti:
- Marchetto da Padova
- Francesco Landini
- Jacopo da Bologna